# Termogeneza
Termogeneza – w fizjologii jest to zespół procesów fizjologicznych i metabolicznych (oksydacyjnych lub katabolicznych) oraz reakcji behawioralnych, których celem jest wytworzenie ciepła dla utrzymania stałej temperatury ciała. Jest charakterystyczna dla zwierząt stałocieplnych.

## Typy
W zależności od sposobu wywołania kaskady reakcji prowadzących do produkcji ciepła możemy wyróżnić kilka rodzajów termogenezy:
- wywołana nieskoordynowanym drżeniem mięśni,
- wywołana aktywnością brunatnej tkanki tłuszczowej jest związana z adaptacją organizmu do niskich temperatur,
- związana z okresowym wzrostem przemian metabolicznych i wydatków energetycznych (trawienie, wchłanianie, transport) organizmu po spożyciu pokarmu.

## Termogeneza drżeniowa
Ciepło wytwarzane jest poprzez nieznaczne, ale szybkie i nieskoordynowane kurcze włókien mięśniowych, podobnie jak przy ćwiczeniach fizycznych. Praca mechaniczna zamieniana jest w ciepło, ze względu na równoczesne działanie mięśni antagonistycznych.

## Termogeneza bezdrżeniowa
To proces wytwarzania ciepła bezpośrednio w brunatnej tkance tłuszczowej, który zostaje zapoczątkowany w temperaturze ok. 20 °C, jednak swoje maksimum osiąga podczas regularnego narażenia organizmu na niską temperaturę. Proces wytwarzania ciepła zachodzi w brunatnej tkance tłuszczowej, w której procesy oddechowe i procesy fosforylacji oksydacyjnej nie są ze sobą sprzężone, co sprawia, że energia wyzwalana w czasie utleniania, zamiast prowadzić do produkcji ATP z ADP może zostać zamieniona na ciepło. Oddziaływanie chłodnego powietrza o temperaturze 15 °C w krótkim czasie powoduje wzrost spoczynkowej przemiany materii o ok. 11,8%, przy czym wyższy poziom termogenezy bezdrżeniowej jest obserwowany u osób młodych, szczupłych, płci męskiej.

## Termogeneza poposiłkowa
To wzrost wytwarzania ciepła w organizmie po spożyciu pokarmu. Zależny jest od ilości i rodzaju spożytego pożywienia. Ocenia się, że termogeneza indukowana pożywieniem stanowi 6 – 10% dobowych wydatków energetycznych organizmu. Wytwarzanie ciepła wiąże się ze zwiększonym zużyciem energii potrzebnej do strawienia pokarmów. Największy efekt termogenny ma białko.
Termogeneza związana ze stosowaniem odpowiedniej diety jest wykorzystywana w regulacji masy ciała. Najczęściej stosowane preparaty termogenne zawierają: efedrynę, gorzką pomarańczę, kapsaicynę, imbir i kofeinę. Termogeneza poposiłkowa i termogeneza wywołana oddziaływaniem zimna są ze sobą powiązane, co sugeruje, że za ich wywołanie może odpowiadać podobny mechanizm.